# 1989 en Italie
Chronologie de l'Italie
- 1985
- 1986
- 1987
- 1988
- 1989
- 1990
- 1991
- 1992
- 1993

Chronologie de l'Europe
1987 en Europe - 1988 en Europe - 1989 en Europe - 1990 en Europe - 1990 en Europe 

## Évènements
- 17 mars : effondrement de la Torre Civica de Pavie[1].
- 26 - 28 mai : visite du président des États-Unis George Bush père en Italie[2].

- 18 juin : élections européennes[3].

- 15 juillet : le concert de Pink Floyd à Venise rassemble 200 000 personnes place Saint-Marc[4].
- 22 - 23 juillet : chute du gouvernement Ciriaco De Mita, le PSI ayant ouvert une crise. Giulio Andreotti forme un sixième gouvernement[5].

- 25 août : l'ouvrier sud- africain Jerry Essan Masslo est tué à Villa Literno, près de Caserte ; ce crime raciste marque l'opinion publique en matière de droits des immigrés[6].
- 6 septembre : scandale de la Banca Nazionale del Lavoro ; sa succursale d'Atlanta  aurait accordé des prêts à l'Irak d'un montant de 3 500 milliards de lires à l'insu de la direction[7].

- 7 octobre : la première grande manifestation à Rome contre le racisme réunit environ 200 000 personnes[6].

- 12 novembre : tournant de Bologne. Achille Occhetto, devant des anciens combattants, fait comprendre qu'il va annoncer la dissolution du Parti communiste italien[8].
- 29 novembre : visite du premier secrétaire soviétique Mikhaïl Gorbatchev en Italie[9].

- 1er décembre : Gorbatchev est reçu par le pape au Vatican et l’invite à Moscou[9].
- 4 décembre : création de la Ligue du Nord, parti né de la fusion de la Ligue lombarde et d'autres groupes autonomistes[10].

## Économie
- L’économie retombe en léthargie après six ans d’expansion. Les taux d’intérêts élevés destinés à soutenir la lire découragent les investissements et diminuent la croissance (3,5 %). L’inflation (6,6 %) et le chômage (10,8 %) progressent. Le déficit budgétaire atteint le dixième du PIB, dix fois plus qu’en France, et l’ensemble de la dette se monte à 89 % du PIB.

## Culture

### Cinéma
- 3 juin : 34e cérémonie des David di Donatello.

#### Films italiens sortis en 1989
- 15 septembre : Palombella rossa, film de Nanni Moretti
- 21 septembre : Che ora é ? (Quelle heure est-il ?), film d'Ettore Scola

#### Mostra de Venise
- Lion d'or d'honneur : Robert Bresson
- Lion d'or : La Cité des douleurs (Beiqing chengshi) de Hou Hsiao-hsien
- Coupe Volpi pour la meilleure interprétation féminine : Peggy Ashcroft et Geraldine James pour She's Been Away de Peter Hall
- Coupe Volpi pour la meilleure interprétation masculine : Marcello Mastroianni et Massimo Troisi pour Quelle heure est-il ? (Che ora è ?) de Ettore Scola

### Littérature

#### Prix et récompenses
- Prix Strega : Giuseppe Pontiggia, La grande sera (Mondadori)
- Prix Bagutta : Luigi Meneghello, Bau-sète!, (Rizzoli)
- Prix Campiello : Francesca Duranti, Effetti personali
- Prix Malaparte : Zhang Jie
- Prix Napoli : Carlo Sgorlon, Il caldèras, (Mondadori)
- Prix Viareggio : Salvatore Mannuzzu, Procedure

## Naissances en 1989
- 13 septembre : Antonio Santoro, coureur cycliste sur route italien.

## Décès en 1989
- 30 avril : Sergio Leone, 60 ans, cinéaste et réalisateur. (° 3 janvier 1929).
- 2 mai : Giuseppe Siri, 82 ans, cardinal, archevêque de Gênes (° 20 mai 1906).
- 28 novembre : Ernesto Civardi, 82 ans, cardinal. (° 21 octobre 1906).
- 16 décembre : Silvana Mangano, 59 ans, actrice. (° 21 avril 1930).